# Stazione di Racconigi
La stazione di Racconigi è una stazione per passeggeri posta sulla Ferrovia Torino-Fossano-Savona e serve il centro abitato di Racconigi.

## Storia
La stazione entrò in funzione il 14 marzo 1853 con l'apertura all'esercizio della tratta Trofarello-Savigliano, primo tronco della attuale ferrovia Torino-Fossano-Savona.
Divenne stazione reale, in considerazione del fatto che il treno veniva utilizzato dai sovrani di casa Savoia per recarsi alla Residenza Estiva del Castello Reale di Racconigi.
Nel 1909 giunse alla stazione il treno imperiale che trasportò lo Zar Nicola II di Russia in visita alla corte di Vittorio Emanuele III.

## Struttura ed impianti
Il fabbricato viaggiatori si compone di due livelli ma soltanto il piano terra è aperto al pubblico. La struttura del fabbricato è simile a quella delle altre stazioni poste sulla linea Torino-Savona. L'attuale sala movimento, ex sala d'attesa reale, ha un soffitto a cupola riccamente decorato di stucchi e indorature.
La stazione disponeva di uno scalo merci con annesso Magazzino merci: attualmente lo scalo risulta smantellato mentre il magazzino convertito a deposito.
Tutti i binari sono dotati di banchina, riparati da una pensilina e collegati fra loro da un sottopassaggio.
Il piazzale è composto da 3 binari passanti:
- Binario 1 e *Binario 2: sono i binari di corsa della linea Torino-Fossano-Savona; vi fermano i treni diretti a Torino al numero 1 e al numero 2 i treni diretti a Cuneo, Ceva, Fossano.
- Binario 3: è un binario su tracciato deviato; viene utilizzato come binario di precedenza per treni della linea Torino-Fossano-Savona.

## Movimento
per servizio passeggeri Svolto nell'ambito del contratto stipulato effettuano in questa stazione la fermata i convogli delle relazioni linea SFM 7 Fossano-Torino, i treni regionali veloci dei collegamenti Torino-Cuneo e Torino-Savona-Ventimiglia.

## Servizi
la stazione è dotata dei seguenti servizi:
- Biglietteria automatica
- Sala di attesa
- Bus
- Sottopassaggio pedonale
- Servizi igienici